# Смбатян, Армен Багратович
Армен Багратович Смбатян (арм. Արմեն Սմբատյան; род. 17 ноября 1954, Ереван) — армянский государственный деятель и дипломат, профессор (1994).

## Биография
- 1974—1980 — фортепианный факультет Ереванской государственной консерватории.
- 1977—1981 — факультет композиции Ереванской государственной консерватории.
- 1982—1985 — аспирант Ереванской государственной консерватории.
- 1982—1987 — генеральный директор музыкальных программ гостелерадио Армении.
- 1988 — присуждено звание «Заслуженный деятель искусств Армении».
- 1995—2002 — ректор Ереванской государственной консерватории.
- 1996—1998 — министр культуры, спорта и по делам молодёжи Армении.
- С 1997 — председатель Армянского общества дружбы и сотрудничества с зарубежными странами.
- 2001 — указом президента Армении награждён медалью Мовсеса Хоренаци.
- 2001 — награждён грамотой Содружества Независимых Государств[1].
- 2002—2010 — чрезвычайный и полномочный посол Армении в России.
- 2010—2013 — исполнительный директор Межгосударственного фонда гуманитарного сотрудничества государств-участников СНГ.

В июле 2023 года Армен Смбатян и его сын были арестованы по делу о мошенничестве.